# 千原広司
千原 広司（ちはら ひろし、1959年5月9日 - ）は、日本の実業家。相模鉄道社長を務めている。

## 経歴
神奈川県出身。1982年に慶應義塾大学経済学部を卒業し、同年に相模鉄道に入社。
相鉄ホールディングス取締役、相鉄アセットマネジメント社長、相鉄アーバンクリエイツ社長などを歴任し、2019年に相模鉄道社長に就任した。
神奈川県経営者協会副会長も務めている。